# Ileana Gyulai-Drîmbă
Ileana Gyulai-Drîmbă-Jenei (n. 12 iunie 1946, Cluj, România – d. 25 august 2021, Oradea, România) a fost o scrimeră română, dublu laureată cu bronz olimpic la Mexico 1968 și München 1972.
În 1969, în Cuba, a devenit campioană mondială cu echipa de floretă a României și vicecampioană mondială la individual.
A fost căsătorită cu Ionel Drîmbă până la începutul anilor 1970, după care s-a căsătorit cu Emeric Jenei în 1974.